# Moj (singolo)
Moj (in russo Мой?) è un singolo della cantante ucraina Loboda, pubblicato il 1º maggio 2020 su etichetta discografica Sony Music.

## Video musicale
Il video musicale, diretto da Phil Lee, è stato reso disponibile il 26 maggio 2020. Nel videoclip un uomo guarda alla TV i filmati dell'archivio personale di Loboda. Si possono notare le sue figlie Evangelina e Tilda, Alla Pugačëva con Kristina Orbakaitė, scatti di concerti, viaggi e momenti della cantante in casa. La clip include anche frammenti che ritraggono la cantante incinta della figlia più piccola Tilda e persino scatti dall'ospedale in cui si prepara a dare alla luce la bambina.

## Tracce
Testi e musiche di Artem Ivanov e Kirill Pavlov.
Download digitale
1. Moj – 4:35

## Classifiche

### Classifiche settimanali
| Classifica (2020) | Posizione massima |
| ----------------- | ----------------- |
| Russia            | 28                |
| Ucraina           | 34                |

### Classifiche di fine anno
| Classifica (2020) | Posizione |
| ----------------- | --------- |
| Russia            | 64        |
| Ucraina           | 161       |